# Autostrada A21
Die Autostrada A21 (italienisch für ‚Autobahn A21‘), auch Autostrada dei Vini genannt, ist eine italienische Autobahn im Nordwesten des Landes, die von Turin bis nach Brescia führt. Sie ist 238 km lang und in ihrer gesamten Länge mautpflichtig. Die Autobahn liegt in den italienischen Regionen Piemont, Lombardei und Emilia-Romagna.

## Verlauf

Verlauf der A21

Die A21 durchquert von Westen nach Osten laufend weite Teile der weiten, fruchtbaren Poebene und verbindet auf ihren Weg die Wirtschaftszentren Turin, Alessandria, Piacenza und Brescia. Sie ist durchgehend vierspurig ausgebaut.
Die A21 beginnt in Turin, der Hauptstadt der italienischen Region Piemont, wo sie von der Tangenziale di Torino abzweigt.  Richtung Osten führt sie zunächst an Villanova d’Asti und Asti vorbei. Hier zweigt nach Süden die A33 nach Cuneo ab. Weiter nach Osten führend, entlang des Flusses Tanaro, erreicht sie Alessandria, wo sie sich mit der A26 kreuzt, die nach Genua und Vercelli führt. Östlich von Alessandria überquert sie den Tanaro und kreuzt sich mit der A7. Nun ändert sie ihren Verlauf leicht nach Nordost und  erreicht die Region Lombardei. Hier verläuft sie nahe dem Weinbaugebiet Oltrepò Pavese an den Städten Voghera und Broni vorbei.
Bei der Ortschaft Castel S. Giovanni erreicht sie die Emilia-Romagna und überquert den Po, welcher auch die Regionsgrenze bildet. Dann führt sie an der Stadt Piacenza vorbei, wo ein Anschluss mit der A1 besteht. Bei Caorso zweigt die A21dir ab, welche nach Fiorenzuola d’Adda führt. Bei Cremona tritt die Autobahn wieder in die Lombardei ein und quert nordwärts führend den Po, den Oglio und die Mella. Bei Brescia erreicht sie ihren Endpunkt und mündet in die A4 ein.

## Name

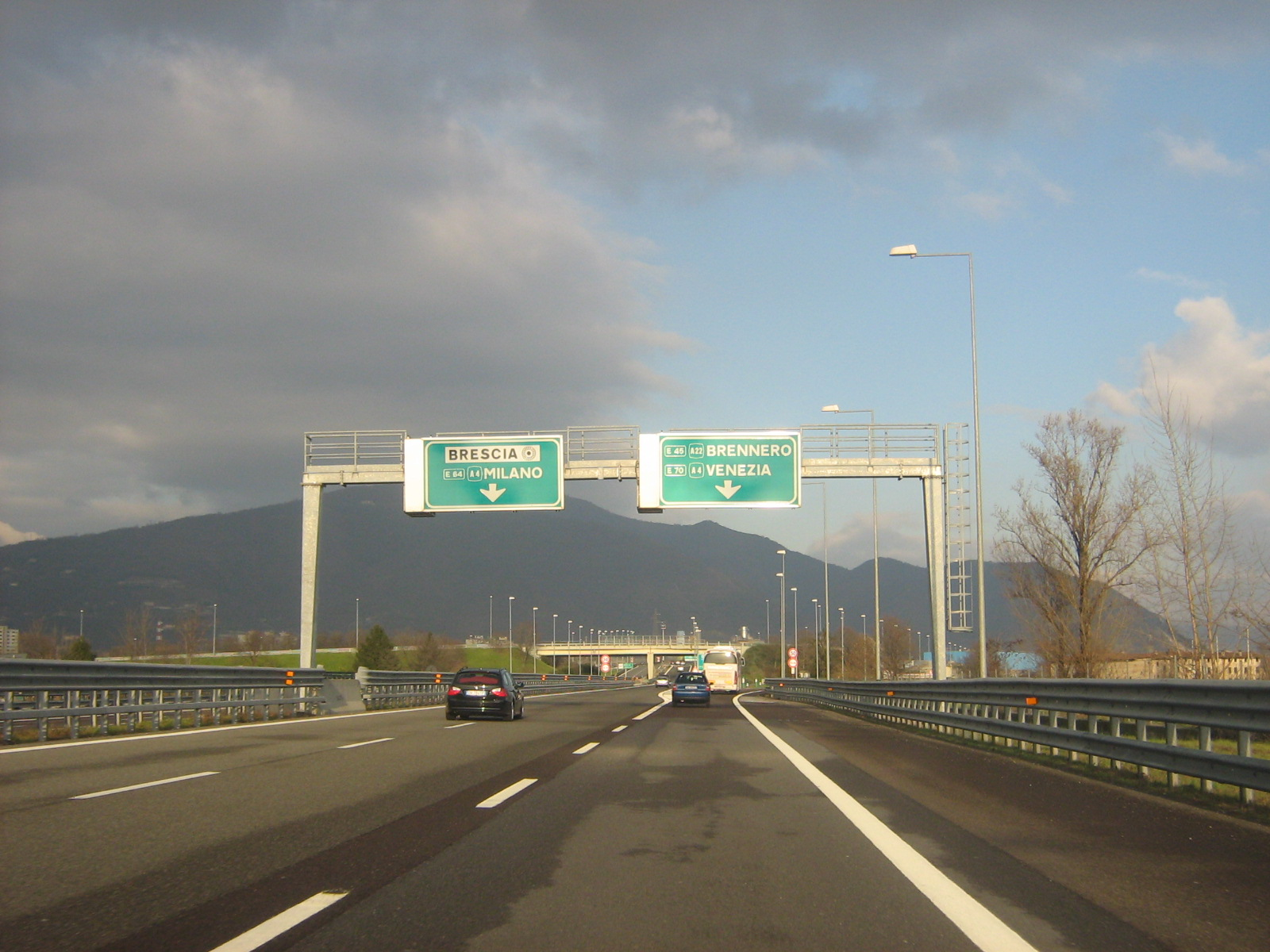
Die A21 an ihrem Endpunkt in Brescia

Die Autobahn A21 trägt, wie für viele italienische Autobahnen üblich, auch eine weitere Bezeichnung: Autostrada dei Vini. Dies kommt daher, dass sie in ihrem Verlauf an vielen Weinbaugebieten vorbeiführt, wie zum Beispiel Oltrepò Pavese.

## Verwaltung
Zwischen Turin und Piacenza steht die Autobahn unter Verwaltung der S.A.T.A.P. S.p.A. (Società Autostrada Torino–Alessandria–Piacenza S.p.A.).
Den Abschnitt zwischen Piacenza und dem Autobahnende bei Brescia verwaltet die Autobahngesellschaft Autostrade Centropadane.

## Geschichte
Der Autobahnabschnitt zwischen Turin und Piacenza entstand auf Initiative der Provinz Turin, welche 1960 die SATAP gründete. Die Bauarbeiten für diesen Abschnitt begannen 1963 und dauerten 5 Jahre. Zwischen 1968 und 1969 wurden schrittweise die ersten Abschnitte freigegeben. Die Verbindung mit der A1 wurde 1972 eröffnet, die Verbindung mit der A7 Genua-Mailand 1987. Die Gesamtkosten betrugen  ca. 130 Milliarden Lire, das entspricht ca. 200 Millionen pro gebauten Kilometer.
Am 31. Mai 1973 wurde der Abschnitt zwischen Turin und Piacenza vollständig fertiggestellt und dem Verkehr übergeben, der Abschnitt von Piacenza bis nach Brescia folgte am 11. November 1971.